# Den danske Vitruvius
Den Danske Vitruvius är ett planschverk i två delar med koppargravyrer av monumentala byggnader i Danmark med besittningar. Det beställdes 1735 av kung Christian VI och utgavs 1746-1749 av arkitekt Laurids de Thurah efter mönster från den brittiska arkitekten Colen Campbells Vitruvius Britannicus. Verkets titel anspelar på den romerska arkitekten och ingenjören Vitruvius som publicerade ett verk om byggnadskonst omkring 100 f.Kr.
I den första delen finns 122 bilder och ritningar av Köpenhamns förnämsta byggnader och i den andra delen finns 161 prospekt och bilder på de kungliga slotten och andra speciella byggnader i resten av Danmark. Alla prospekt har ritats av Johan Jacob Bruun och bilderna från Slesvig och  Holstein har troligen ritats av Otto Johann Müller. När en faksimilutgåva av verket utgavs 1966-1967 kompletterades den med bilder av Frederiksstaden från ett manuskript som hade förvarats på Det Kongelige Bibliotek.
Den danske Vitruvius ger, tillsammans med Thurahs andra stora verk Hafnia hodierna, en unik beskrivning av många av de byggnader i Köpenhamn i mitten av  1700-talet som har försvunnit. Många av de kungliga slotten från medeltiden och renässansen revs i slutet av 1700-talet eller brann ner såsom  Christiansborgs slott år 1794 och Frederiksborgs slott år 1859.

## Galleri

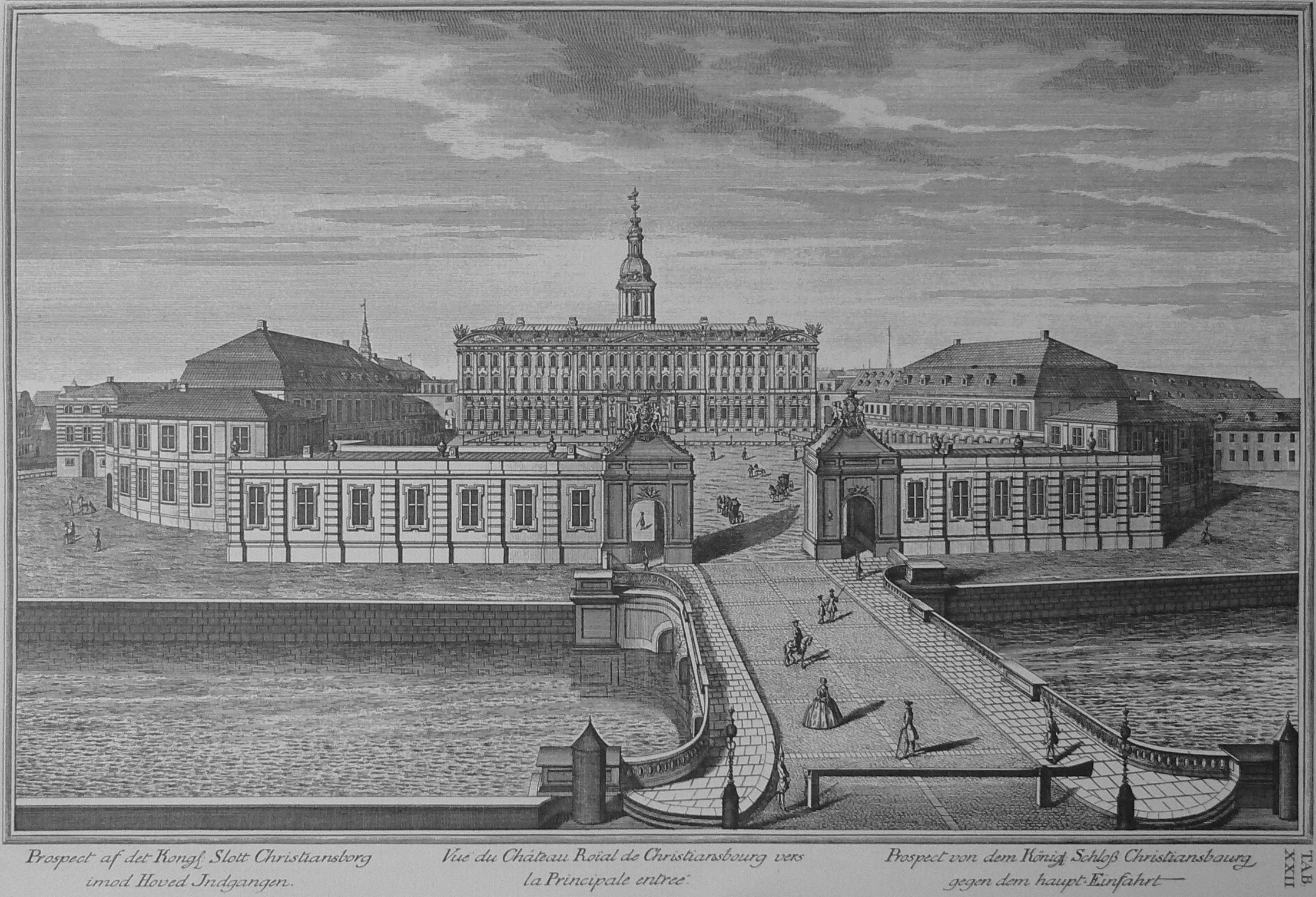
Christiansborgs slott
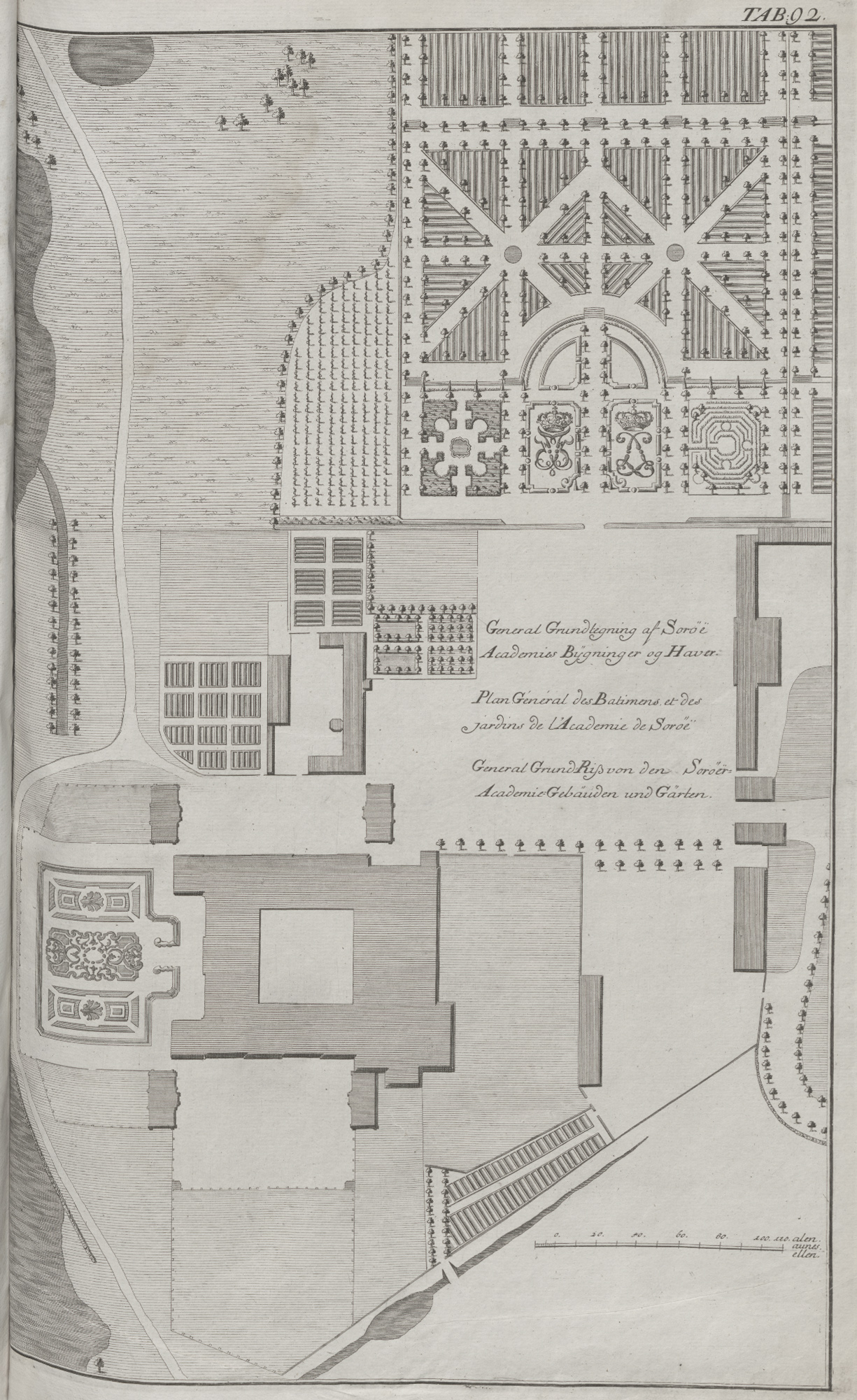
Plan över Sorø Akademi.
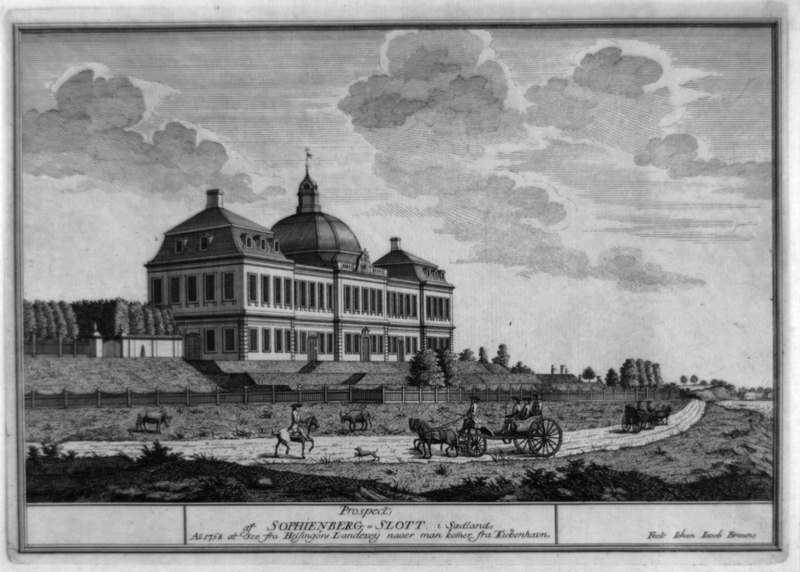
Sophienbergs slott